# Leväsaari (ö i Norra Österbotten, Oulunkaari)
Leväsaari är en ö i Finland. Den ligger i sjön Oijärvi och i kommunen Ijo i den ekonomiska regionen  Oulunkaari  och landskapet Norra Österbotten, i den centrala delen av landet, 600 km norr om huvudstaden Helsingfors. Öns area är 3,7 hektar och dess största längd är 0,7 kilometer i öst-västlig riktning.